# Ив Сен-Лоран (фильм)
«Ив Сен-Лоран» (фр. Yves Saint Laurent) — французский биографический фильм 2014 года, режиссёра Джалиля Леспера. Сценарий написан совместно Жаком Фиески, Жереми Гуез и Мари-Пьер Устер. Фильм рассказывает о жизни модельера Ив Сен-Лорана, начиная с 1958. В фильме снимались: Пьер Нине, Гийом Гальен, Шарлотта Ле-Бон, Лаура Смет, Мари де Вильпен, Ксавье Лафит и Николай Кински. Фильм открыл раздел Panorama Special 64-го Берлинского международного кинофестиваля.

## Сюжет
Ив Сен-Лоран и его партнёр по бизнесу и жизни Пьер Берже работают во французской индустрии моды и продолжают оставаться вместе, несмотря на все невзгоды.

## Съёмки
Основные съёмки начались в июне 2013 года. Часть съёмок была сделана совместно с Пьером Берже, который самолично отправлял все модели на подиум при съёмках показа коллекции 1976 года Opéra Ballets Russes. Для этих съёмок фонд Берже предоставил 77 оригинальных нарядов из своей коллекции, и показ был снят в стенах того самого InterContinental отеля (сейчас отель Westin). Некоторые сцены Сен-Лорана за работой были отсняты в штаб-квартире империи Берже на Marceau авеню в Париже. Реакция Берже на фильм была следующей: «Есть моменты, которые мне не нравятся, но это неважно. Вы должны воспринимать фильм как он есть, единым целым».

## В ролях
- Пьер Нине — Ив Сен-Лоран
- Гийом Гальен — Пьер Берже
- Шарлотта Ле-Бон — Виктория Детрелю
- Лора Смет — Лулу де ла Фалез
- Мари де Вильпен — Бетти Катру
- Ксавье Лафит — Жак де Башер де Бомарше
- Жан-Эдуар Бодзяк — Бюффе Бернар
- Николай Кински — Карл Лагерфельд
- Рубен Альвес — Фернандо Санчес
- Патрис Тибо — Кристиан Диор
- Анн Альваро — Мари-Луиза Буске
- Филипп Морье-Жену — Жан Кокто

## Музыка

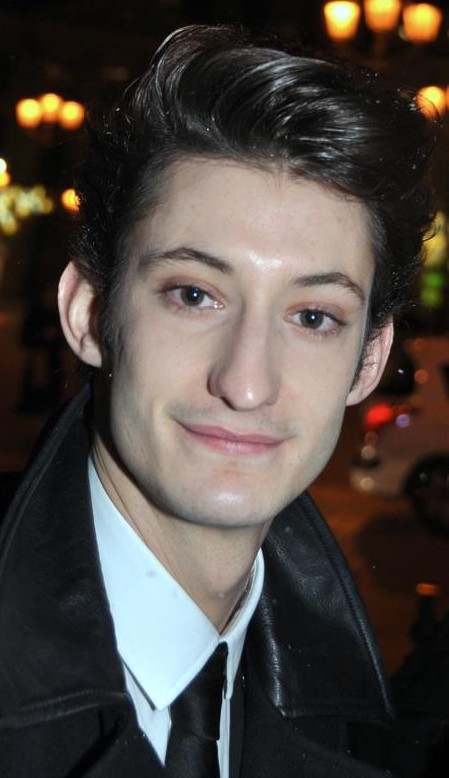
Пьер Нине, исполнитель роли Ива Сен-Лорана

Саундтреки (название композиции, автор, продолжительность):
1. Oran, Ibrahim Maalouf, 00:01:15.
2. For One Moment, Brisa Roché, 00:04:10.
3. Paris, Ibrahim Maalouf, 00:03:12.
4. Défilé Christian Dior, Ibrahim Maalouf, 00:02:44.
5. Staying In, Brisa Roché, 00:04:15.
6. Les quais, Ibrahim Maalouf, 00:01:53.
7. Visite de l'appartement, Ibrahim Maalouf, 00:01:23.
8. Paris Match, Ibrahim Maalouf, 00:02:15.
9. Défilé 1962, Ibrahim Maalouf, 00:03:59.
10. Pierre et Victoire, Ibrahim Maalouf, 00:01:15.
11. Sous les ponts, Ibrahim Maalouf, 00:02:28.
12. Time Has Come Today, The Chamber Brothers, 00:04:48.
13. Lighthouse, Patrick Watson, 00:04:46.
14. On the Road, The Bossmen, 00:02:49.
15. Looking for Love, Chromatics, 00:05:30.
16. Blind Alley, The Emotions, 00:03:04.
17. La Traviata, Act I: "Libiam ne' lieti calici" (Alfredo, Chorus, Violetta), Maria Callas, 00:04:09.
18. Tosca, Act II: "Vissi d'arte", Victor De Sabata, 00:03:16.
19. Function Underground, We the People, 00:02:44.
20. Pierre et Yves, Ibrahim Maalouf, 00:04:33.
21. Backstage défilé 1976, Ibrahim Maalouf, 00:02:42.
22. La Wally, Act I: "Ebben?... Ne Andrò Lontana", Tullio Serafin, 00:04:49.
23. Générique fin "My Name", Ibrahim Maalouf, 00:03:02.
24. Générique fin Paris Match Version, Ibrahim Maalouf, 00:02:25.